# Max Schmeling
Maximillian Adolph Otto Siegfried "Max" Schmeling, född 28 september 1905 i Klein Lückow, Mecklenburg-Vorpommern, Kejsardömet Tyskland, död 2 februari 2005 i Wenzendorf i Landkreis Harburg, Niedersachsen, var en tysk boxare, världsmästare i tungvikt 1930–32.

## Biografi

### Världsmästare efter Tunneys uttåg
Schmeling var under 1930-talet en av världens bästa boxare. Efter att Gene Tunney lämnat sin VM-titel vakant 1928 tog Schmeling 1930 i en titelmatch mot amerikanen Jack Sharkey över som mästare. Sharkey blev diskvalificerad i rond 4 för att ha slagit för lågt och tysken blev därmed den hittills ende tungviktsmästaren genom tiderna som fått sin titel genom att motståndaren diskats. 

### Förlust av titel
Efter att ha försvarat titeln mot Young Stribling 1931 förlorade han den i ett returmöte med Sharkey 1932. Han gick sedan flera stora proffsmatcher, bland annat mot amerikanen Joe Louis. Schmelings matcher blev en del av den nazistiska propagandan där stora radiosändningar rapporterade direkt från matcherna. 

### Mot Joe Louis I och II
Schmeling besegrade den kommande amerikanske storboxaren Joe Louis 1936 under dennes uppladdning för sin match om världsmästartiteln. 1938 möttes de på nytt, denna gång i titelmatch, men Schmelings klara KO-förlust gjorde att han nu blev ointressant för den nazistiska propagandan. Schmeling hade själv en judisk manager, Joe Jacobs, vilket var en nagel i ögat på nazistledningen. 

### Utanför ringen
Under andra världskriget tog han värvning i Luftwaffe där han tjänstgjorde som fallskärmsjägare och deltog i invasionen av Kreta 1941. Senare i livet, under 60-talet, blev Max Schmeling ägare till en Coca-Cola franchising i det dåvarande Västtyskland. 
Max Schmeling är en av Tysklands mest populära idrottare genom tiderna. I Berlin finns sport- och evenemangsarenan Max-Schmeling-Halle. Han var gift med skådespelerskan Anny Ondra från 1933 till hennes död 1987.
Schmeling dog hemma i Tyskland år 2005, som den längst levande före detta världsmästaren i tungviktsboxning, 99 år gammal.

### Webbsidor
- Schmeling på boxrec.com